# 立憲君主派
立憲君主派（りっけんくんしゅは）とは、立憲君主制を主張する政治一派のこと。王権打倒を目指す市民革命においては、君主制維持を主張する王党派や、共和制実現を主張する共和派に対し、比較的穏健派とみなされることが多い。広義には王党派に含まれるが、王権や絶対君主制を否定するなどの決定的な違いもある。
ピューリタン革命における長老派、フランス革命におけるフイヤン派が有名。